# 조니 5 파괴 작전 2
《조니 5 파괴 작전 2》(영어: Short Circuit 2)는 미국에서 제작된 케네스 존슨 감독의 1988년 SF 코미디 영화이다. 《조니 5 파괴 작전》(1986)의 속편이다. 피셔 스티븐스 등이 출연하였고, 데이비드 포스터 등이 제작에 참여하였다.

## 출연진
- 팀 블레이니
- 피셔 스티븐스
- 마이클 매키언
- 신시아 기브
- 잭 웨스턴
- 데이비드 헴블런
- 돈 레이크
- 앨리 시디
- 제라드 파크스

## 기타 제작진
- 협력 제작: 에릭 앨러드
- 미술: 빌 브로디